# M40 (Машрік)
M40 — основний маршрут зі сходу на захід у міжнародній мережі доріг Арабського Машріку, що проходить через Ірак, Йорданію, окуповані палестинські території та південне узбережжя Середземного моря. Дорога починається на кордоні з Іраном, а потім пролягає через Багдад, Ер-Рамаді, Амман, Єрусалим, Газу, Порт-Саїд і Александрію до лівійського кордону в Соллумі. При цьому дорога пролягає через чотири країни, а саме Ірак, Йорданію, Палестину / Ізраїль та Єгипет.
Маршрут пролягає через Ізраїль, але в цій країні його важко простежити, оскільки Ізраїль має погані відносини з сусідами. Спочатку потрібно перетнути кордон між Йорданією та Західним берегом, потім кордон між Західним берегом та Ізраїлем, потім кордон між Ізраїлем та Сектором Газа, і, нарешті, кордон між Сектором Газа та Єгиптом.
M40 також є частиною M35 між Ель-Азраком і Амманом.

## Номери національних доріг
Шлях M40 проходить через такі національні дороги зі сходу на захід:
| Номер             | Маршрут                     |
| Ірак              | Ірак                        |
| ----------------- | --------------------------- |
| 5                 | Іран - Багдад               |
| 10                | Багдад - Йорданія           |
| Йорданія          |                             |
| 10                | Ірак - перехрестя 5-10      |
| 5                 | перехрестя 5-10 - Ель-Азрак |
| 30                | Ель-Азрак - Амман           |
| 40                | Амман - Палестина / Ізраїль |
| Палестина/Ізраїль |                             |
| 1                 | Йордан – Латрун             |
| 3                 | Латрун - Ашдод              |
| 4                 | Ашдод - Газа                |
| -                 | Газа - Єгипет               |
| Єгипет            |                             |
| -                 | Палестина - Лівія           |